# Motor z zunanjim zgorevanjem
Motór z zunánjim zgorévanjem je toplotni stroj, kjer se notranja delovna tekočina segreva, pogosto iz zunanjega vira prek stene motorja ali izmenjalca toplote. Tekočina s svojim raztezanjem in delovanjem na mehanizem motorja zagotavlja uporabno gibanje in uporabno delo. Tekočina se nato ohladi in ponovno uporabi (zaprti cikel) ali pa se odvrže in se uporabi ohlajena tekočina (odprti cikel).
Goreče gorivo z oksidacijskim sredstvom ali katerikoli drug toplotni vir lahko zagotavlja zunanjo toploto in od tod ime »zunanje zgorevanje«. Notranja tekočina je velikokrat inertni plin ali para. Tekočina ima lahko poljubno sestavo, je lahko kapljevina ali katerikoli plin, in lahko se ji spremeni faza.
V primeru parnega stroja se tekočini spremeni faza med kapljevino in plinom.
Stirlingov motor je primer motorja z zunanjim zgorevanjem, pri katerem je neposreden stik med dimnimi plini in sprejemnikom toplote na motorju. Delovna snov motorja, plin, kroži v motorju.